# Lejskovití
Lejskovití (Muscicapidae) je početná čeleď řádu pěvců čítající na 275 druhů malých ptáků obývajících výhradně evropský, asijský a africký kontinent. Mezi dobře známé a široce rozšířené zástupce čeledi patří např. červenky, slavíci, rehci, bramborníčci, bělořiti a lejskové.

## Popis

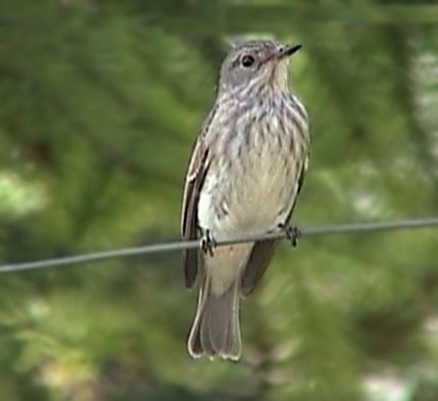
Lejsek šedý (Muscicapa striata)

Lejskovití jsou 10 – 21 cm velcí, většinou jednotvárně zbarvení ptáci, ačkoli zejména samci některých druhů bývají i velmi výrazného vzhledu. Jejich rovný, na konci zašpičatělý zobák je typickým znakem všech hmyzožravých ptáků a je vhodný k jeho ukořisťování za letu.

## Chování
Obývají velkou škálu krajin, vždy však vyžadují alespoň částečný stromový porost. Nejčastěji se tak vyskytují v lesích a křoviskách, někteří z nich často pronikají i do parků a zahrad. Severské druhy jsou přitom tažné.
V závislosti na jednotlivých druzích si staví hnízda na stromech, v keřích, na zemi či ve stromových dutinách.

## Taxonomie
- Čeleď Muscicapidae
  - Podčeleď Muscicapinae
    - Rod Empidornis - 1 druh
    - Rod Bradornis - 4 druhy
    - Rod Melaenornis - 7 druhů
    - Rod Fraseria - 2 druhy
    - Rod Sigelus - 1 druh
    - Rod Rhinomyias - 11 druhů
    - Rod Muscicapa - 24 druhů
    - Rod Myioparus - 2 druhy
    - Rod Humblotia - 1 druh
    - Rod Ficedula - zhruba 30 druhů
    - Rod Cyanoptila - 1 druh
    - Rod Eumyias - 5 druhů
    - Rod Niltava - 6 druhů
    - Rod Anthipes - 2 druhy
    - Rod Cyornis - 19 druhů
    - Rod Muscicapella - 1 druh
    - Rod Culicicapa - 2 druhy
    - Rod Horizorhinus - 1 druh

  - Podčeleď Saxicolinae (zástupci této podčeledi byli v minulosti považováni za zástupce čeledi drozdovitých)Slavík modráček (Luscinia svecica)

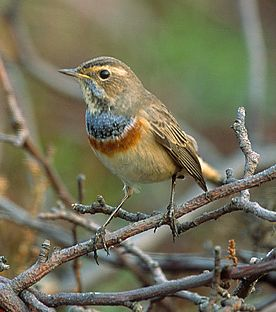
Slavík modráček (Luscinia svecica)

    - Rod Tarsiger - 5 druhů
    - Rod Luscinia - 11 druhů
    - Rod Erithacus - 3 druhy
    - Rod Irania - 1 druh
    - Rod Saxicola - 14 druhů
    - Rod Monticola - 13 druhů
    - Rod Pogonocichla - 1 druh
    - Rod Swynnertonia - 1 druh
    - Rod Stiphrornis - 1-5 druhů
    - Rod Xenocopsychus - 1 druh
    - Rod Saxicoloides - 1 druh
    - Rod Cinclidium - 3 druhy
    - Rod Namibornis - 1 druh
    - Rod Cercomela - 9 druhůRehek domácí (Phoenicurus ochruros)
    - Rod Myrmecocichla - 7 druhů
    - Rod Thamnolaea - 2 druhy
    - Rod Pinarornis - 1 druh
    - Rod Sheppardia - 9 druhů
    - Rod Cossyphicula - 1 druh
    - Rod Cossypha - 14 druhů
    - Rod Cichladusa - 3 druhy
    - Rod Cercotrichas - 11 druhů
    - Rod Copsychus - 7 druhů
    - Rod Phoenicurus - 11 druhů
    - Rod Chaimarrornis - 1 druh
    - Rod Rhyacornis - 2 druhy
    - Rod Enicurus - 7 druhů
    - Rod Myophonus - 9 druhů
    - Rod Oenanthe - asi 20 druhů
    - Rod Trichixos - 1 druh
    - Rod Brachypteryx - 5 druhů
    - Rod Heinrichia - 1 druh
    - Rod Alethe - 5 druhů

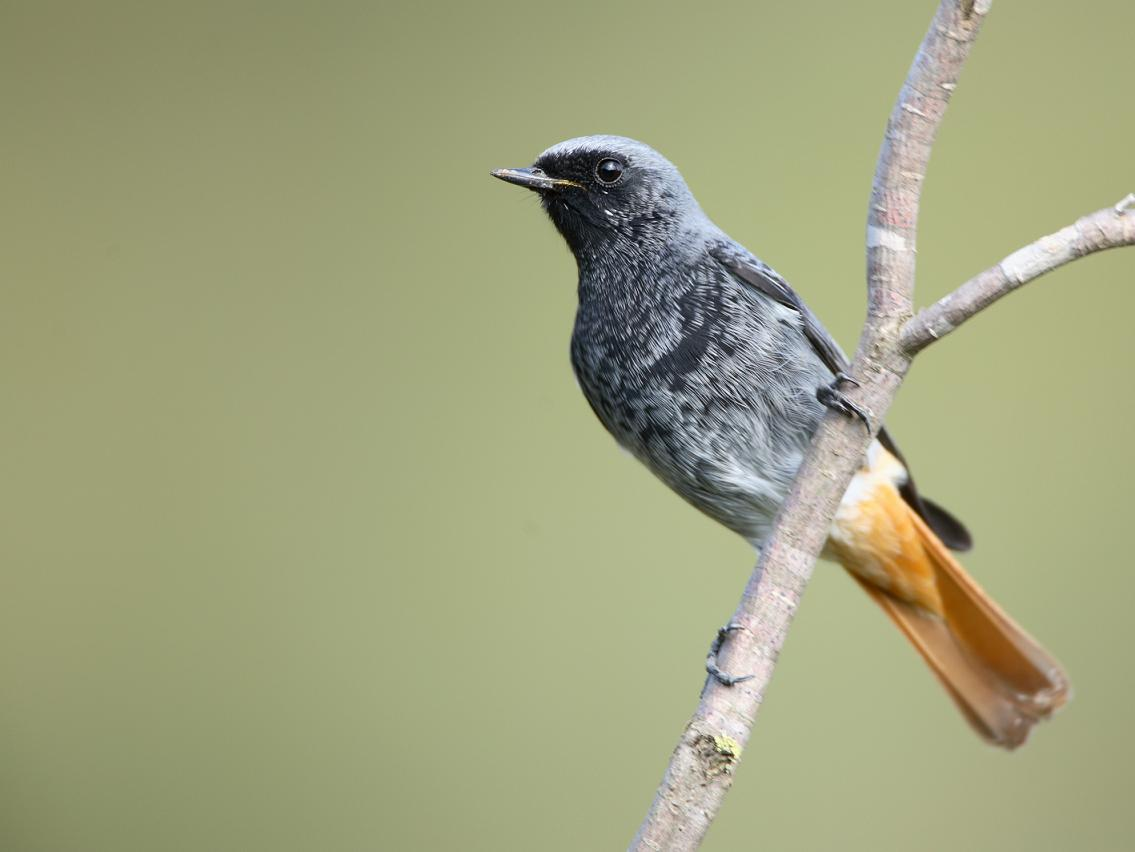
Rehek domácí (Phoenicurus ochruros)

  - Rod, jehož zařazení do určité podčeledi je sporné
    - Rod Hodgsonius - 1 druh